# Amt Sonnewalde
Das Amt Sonnewalde war ein 1992 gebildetes Amt in Brandenburg, in dem sich 13 Gemeinden im damaligen Kreis Herzberg (seit 1993 Landkreis Elbe-Elster, Brandenburg) zu einem Verwaltungsverbund zusammengeschlossen hatten. Amtssitz war in der Stadt Herzberg (Elster). Das Amt wurde 2003 wieder aufgelöst, die amtsangehörigen Gemeinden wurden in die Stadt Sonnewalde eingegliedert. Es hatte zuletzt (Ende 2002) insgesamt 3851 Einwohner.

## Geographische Lage
Das Amt Sonnewalde grenzte im Norden an das Amt Heideblick (Landkreis Dahme-Spreewald), im Osten an das Amt Kleine Elster (Niederlausitz), im Süden an die amtsfreien Städte Finsterwalde und Doberlug-Kirchhain und im Westen an das Amt Schlieben.

## Geschichte
Der Minister des Innern des Landes Brandenburg erteilte am 30. September 1992 seine Zustimmung zur Bildung des Amtes Sonnewalde. Als Zeitpunkt für das Zustandekommen des Amtes wurde der 5. Oktober 1992 bestimmt. Die Zustimmung war befristet bis zum 1. Oktober 1994. Sitz des Amtes war in der Stadt Sonnenwalde. Zum Zeitpunkt des Zustandekommens des Amtes waren folgende Gemeinden im damaligen Kreis Finsterwalde zugeordnet (in der Reihenfolge der Nennung im Amtsblatt):
1. Bahren
2. Breitenau
3. Brenitz
4. Frankena
5. Friedersdorf
6. Goßmar
7. Kleinkrausnik
8. Münchhausen
9. Pahlsdorf
10. Schönewalde
11. Sonnewalde
12. Zeckerin

Die Befristung der Zustimmung wurde ab dem 12. September 1994 aufgehoben.
Zum 27. September 1998 schlossen sich die Gemeinden Münchhausen und Schönewalde zur neuen Gemeinde Münchhausen zusammen. Die Gemeinde Frankena wurde zum 31. Dezember 1999 in die Stadt Doberlug-Kirchhain eingegliedert und wechselte in das Amt Doberlug-Kirchhain und Umland.
Die Gemeinden Bahren, Brenitz, Friedersdorf, Goßmar, Großkrausnik, Kleinkrausnik, Pahlsdorf, Zeckerin und die Stadt Sonnewalde schlossen sich zum 1. Mai 2002 zur neuen Stadt Sonnewalde zusammen. Im Rahmen der Gemeindereform 2003 in Brandenburg wurden die Gemeinden Münchhausen und Breitenau per Gesetz zum 26. Oktober 2003 in die Stadt Sonnewalde eingegliedert. Das Amt Sonnewalde wurde aufgelöst, die Stadt Sonnewalde amtsfrei.

## Amtsdirektorin
Erster Amtsdirektor war Horst Flieger. Letzte Amtsdirektorin des Amtes Sonnewalde war Silke Neisser, die 2003 Bürgermeisterin der Stadt Sonnewalde wurde.